# Ukrainas ishockeyfederation
Ukrainas ishockeyfederation ordnar med organiserad ishockey i Ukraina, och har hand om bland annat seriespelet och landslagen. Ukraina inträdde den 6 maj 1992 i IIHF.

### Fotnoter
1. ↑  ”Ukraine”. International Ice Hockey Federation. http://www.iihf.com/iihf-home/countries/ukraine.html. Läst 9 april 2012.